# 아메리칸 하키 리그
아메리칸 하키 리그(영어: American Hockey League, AHL)는 미국의 프로 아이스하키 리그로 내셔널 하키 리그의 마이너 리그 하이 레벨이다.

## AHL 팀
| 디비전              | 구단명                     | 연고지                        | 경기장                                      | 수용인원      | 창설          | 가맹                | NHL 제휴              |
| 동부 콘퍼런스       | 동부 콘퍼런스              | 동부 콘퍼런스                 | 동부 콘퍼런스                               | 동부 콘퍼런스 | 동부 콘퍼런스 | 동부 콘퍼런스       | 동부 콘퍼런스         |
| ------------------- | -------------------------- | ----------------------------- | ------------------------------------------- | ------------- | ------------- | ------------------- | --------------------- |
| 애틀랜틱            | 브리지포트 사운드 타이거스 | 코네티컷주 브리지포트         | 웹스터 뱅크 아레나                          | 8,525명       | 2001년        | 2001년              | 뉴욕 아일런더스       |
| 애틀랜틱            | 샬럿 체커스                | 노스캐롤라이나주 샬럿         | 보쟁글스 콜리시엄                           | 9,605명       | 1990년        | 1990년              | 캐롤라이나 허리케인스 |
| 애틀랜틱            | 하트퍼드 울프팩            | 코네티컷주 하트퍼드           | XL 센터                                     | 15,635명      | 1926년        | 1936년              | 뉴욕 레인저스         |
| 애틀랜틱            | 허시 베어스                | 펜실베이니아주 허시           | 자이언트 센터                               | 10,500명      | 1938년        | 1938년              | 워싱턴 캐피털스       |
| 애틀랜틱            | 리하이 밸리 팬텀스         | 펜실베이니아주 앨런타운       | PPL 센터                                    | 9,017명       | 1996년        | 1996년              | 필라델피아 플라이어스 |
| 애틀랜틱            | 스프링필드 선더버즈        | 매사추세츠주 스프링필드       | 매스뮤추얼 센터                             | 6,866명       | 1975년        | 1981년              | 플로리다 팬서스       |
| 애틀랜틱            | 윌크스배리/스크랜턴 펭귄스 | 펜실베이니아주 윌크스배리     | 모히건 선 아레나 앳 케이시 플래자           | 8,300명       | 1981년        | 1981년              | 피츠버그 펭귄스       |
| 노스                | 벨빌 세너터스              | 온타리오주 벨빌               | 야맨 아레나                                 | 3,257명       | 1972년        | 1972년              | 오타와 세너터스       |
| 노스                | 빙엄턴 데블스              | 뉴욕주 빙엄턴                 | 플로이드 L. 메인스 베터런스 메모리얼 아레나 | 4,710명       | 1998년        | 1998년              | 뉴저지 데블스         |
| 노스                | 라발 로키                  | 퀘벡주 라발                   | 플라세 벨                                   | 10,000명      | 1969년        | 1969년              | 카나디앵 드 몽레알    |
| 노스                | 로체스터 아메리칸스        | 뉴욕주 로체스터               | 블루 크로스 아레나                          | 10,669명      | 1956년        | 1956년              | 버펄로 세이버스       |
| 노스                | 토론토 말리스              | 온타리오주 토론토             | 리코 콜리시엄                               | 7,851명       | 1978년        | 1978년              | 토론토 메이플리프스   |
| 노스                | 유티카 코메츠              | 뉴욕주 유티카                 | 유티카 메모리얼 오디토리엄                  | 3,815명       | 1932년        | 1936년              | 밴쿠버 커넉스         |
| 서부 콘퍼런스       |                            |                               |                                             |               |               |                     |                       |
| 센트럴              | 시카고 울브스              | 일리노이주 로즈먼트           | 올스테이트 아레나                           | 16,692명      | 1994년        | 2001년              | 베이거스 골든 나이츠  |
| 센트럴              | 클리블랜드 몬스터스        | 오하이오주 클리블랜드         | 로키 모기지 필드하우스                      | 20,056명      | 1994년        | 2001년              | 콜럼버스 블루재키츠   |
| 센트럴              | 그랜드래피즈 그리핀스      | 미시간주 그랜드래피즈         | 반 앤델 아레나                              | 10,834명      | 1996년        | 2001년              | 디트로이트 레드윙스   |
| 센트럴              | 아이오와 와일드            | 아이오와주 디모인             | 웰스 파고 아레나                            | 15,181명      | 1994년        | 2001년              | 미네소타 와일드       |
| 센트럴              | 매니토바 무스              | 매니토바주 위니펙             | 벨 MTS 센터                                 | 15,294명      | 1994년        | 2001년              | 위니펙 제츠           |
| 센트럴              | 밀워키 애드미럴스          | 위스콘신주 밀워키             | UW-밀워키 팬서 아레나                       | 9,652명       | 1970년        | 2001년              | 내슈빌 프레데터스     |
| 센트럴              | 록퍼드 아이스호그스        | 일리노이주 록퍼드             | BMO 해리스 뱅크 센터                        | 5,895명       | 1995년        | 1995년              | 시카고 블랙호크스     |
| 퍼시픽              |                            |                               |                                             |               |               |                     |                       |
| 베이커즈필드 콘더스 | 캘리포니아주 베이커즈필드  | 라보뱅크 아레나               | 10,400명                                    | 1984년        | 1984년        | 에드먼턴 오일러스   |                       |
| 온타리오 레인       | 캘리포니아주 온타리오      | 시티즌스 비즈니스 뱅크 아레나 | 9,736명                                     | 2001년        | 2001년        | 로스앤젤레스 킹스   |                       |
| 샌안토니오 램페이지 | 텍사스주 샌안토니오        | AT&T 센터                     | 16,000명                                    | 1971년        | 1971년        | 콜로라도 애벌랜치   |                       |
| 새너제이 바라쿠다   | 캘리포니아주 새너제이      | SAP 센터 앳 새너제이          | 17,562명                                    | 1996년        | 1996년        | 새너제이 샤크스     |                       |
| 스톡턴 히트         | 캘리포니아주 스톡턴        | 스톡턴 아레나                 | 9,737명                                     | 1977년        | 1977년        | 캘거리 플레임스     |                       |
| 텍사스 스타스       | 텍사스주 시더 파크         | H-E-B 센터 앳 시더 파크       | 6,863명                                     | 1999년        | 1999년        | 댈러스 스타스       |                       |
| 투손 로드러너스     | 애리조나주 투손            | 투손 컨벤션 센터              | 9,275명                                     | 1994년        | 1994년        | 애리조나 카이요티스 |                       |

### 신생 팀
| 구단명          | 연고지              | 경기장                 | 수용인원 | 리그참가      | 비고                                                                                                  |
| --------------- | ------------------- | ---------------------- | -------- | ------------- | --- |
| 콜로라도 이글스 | 콜로라도주 러브랜드 | 버드와이저 이벤트 센터 | 5,289명  | 2018~2019시즌 | 현재 ECHL 소속 팀이면 2018~2019시즌부터 AHL에 참가할 예정이다. NHL 제휴할 팀은 콜로라도 애벌랜치이다. |

### 사라진 팀
| 구단명                          | 연고지                                             | 경기장                                        | 수용인원          | 리그참가                                                                  | 비고                                                                                                   |
| ------------------------------- | -------------------------------------------------- | --------------------------------------------- | ----------------- | ------------------------------------------------------------------------- | --- |
| 프로비던스 레즈                 | 로드아일랜드주 프로비던스                          | 로드아일랜드 오디토리움 프로비던스 시빅 센터  | 5,300명 11,075명  | 1936년~1976년                                                             | 하트퍼드 울프팩의 전신                                                                                 |
| 로드아일랜드 레즈               | 로드아일랜드주 프로비던스                          | 프로비던스 시빅 센터                          | 11,075명          | 1976년~1977년                                                             | 하트퍼드 울프팩의 전신                                                                                 |
| 빙엄턴 더스터스                 | 뉴욕주 빙엄턴                                      | 브룸 카운티 베터런스 메모리얼 아레나          | 4,679명           | 1977년~1980년                                                             | 하트퍼드 울프팩의 전신                                                                                 |
| 빙엄턴 훼일러즈                 | 뉴욕주 빙엄턴                                      | 브룸 카운티 베터런스 메모리얼 아레나          | 4,679명           | 1980년~1990년                                                             | 하트퍼드 울프팩의 전신                                                                                 |
| 빙엄턴 레인저스                 | 뉴욕주 빙엄턴                                      | 브룸 카운티 베터런스 메모리얼 아레나          | 4,679명           | 1990년~1997년                                                             | 하트퍼드 울프팩의 전신                                                                                 |
| 필라델피아 팬텀스               | 펜실베이니아주 필라델피아                          | 스펙트럼                                      | 17,380명          | 1996년~2009년                                                             | 리하이 밸리 팬텀스의 전신                                                                              |
| 애디론댁 팬텀스                 | 뉴욕주 글렌즈 폴스                                 | 글렌즈 폴스 시빅 센터                         | 4,794명           | 2009년~2014년                                                             | 리하이 밸리 팬텀스의 전신                                                                              |
| 이리 블레이즈                   | 펜실베이니아주 이리                                | 이리 카운티 필드 하우스                       | 5,250명           | 1981년~1982년                                                             | 스프링필드 선더버즈의 전신                                                                             |
| 볼티모어 스킵잭스               | 메릴랜드주 볼티모어                                | 볼티모어 아레나                               | 14,000명          | 1982년~1993년                                                             | 스프링필드 선더버즈의 전신                                                                             |
| 메인 매리너스                   | 메인주 포틀랜드                                    | 컴벌랜드 카운티 시빅 센터                     | 9,500명           | 《첫 번째 프랜차이즈》 1977년~1987년 《두 번째 프랜차이즈》 1987년~1992년 | 《첫 번째 프랜차이즈》 스톡턴 히트의 전신 《두 번째 프랜차이즈》 프로비던스 브루인스의 전신            |
| 프레더릭턴 익스프레스           | 뉴브런즈윅주 프레더릭턴                            | 에이트킨 센터                                 | 3,278명           | 1981년~1988년                                                             | 윌크스배리/스크랜턴 펭귄스의 전신                                                                      |
| 핼리팩스 시타델스               | 노바스코샤주 핼리팩스                              | 핼리팩스 메트로 센터                          | 10,595명          | 1988년~1993년                                                             | 윌크스배리/스크랜턴 펭귄스의 전신                                                                      |
| 콘월 에이시스                   | 온타리오주 콘월                                    | 에드 럼리 아레나                              | 5,000명           | 1993년~1996년                                                             | 윌크스배리/스크랜턴 펭귄스의 전신                                                                      |
| 로웰 락 몬스터즈                | 매사추세츠주 로웰                                  | 송가스 센터                                   | 6,496명           | 1998년~2010년                                                             | 빙엄턴 데블스의 전신                                                                                   |
| 로웰 데블스                     | 매사추세츠주 로웰                                  | 송가스 센터                                   | 6,496명           | 2006년~2010년                                                             | 빙엄턴 데블스의 전신                                                                                   |
| 올버니 데블스                   | 뉴욕주 올버니 뉴저지주 애틀랜틱시티                | 타임스 유니언 센터 보드워크 홀                | 14,236명 10,500명 | 2010년~2017년                                                             | 빙엄턴 데블스의 전신                                                                                   |
| 뉴헤이븐 나이트호크스           | 코네티컷주 뉴헤이븐                                | 뉴헤이븐 콜리시엄                             | 11,171명          | 1972년~1992년                                                             | 벨빌 세너터스의 전신                                                                                   |
| 뉴헤이븐 세너터스               | 코네티컷주 뉴헤이븐                                | 뉴헤이븐 콜리시엄                             | 11,171명          | 1992년~1993년                                                             | 벨빌 세너터스의 전신                                                                                   |
| 프린스에드워드아일랜드 세너터스 | 프린스에드워드아일랜드주 샬럿타운                  | 샬럿타운 시빅 센터                            | 3,717명           | 1993년~1996년                                                             | 벨빌 세너터스의 전신                                                                                   |
| 빙엄턴 세너터스                 | 뉴욕주 빙엄턴                                      | 플로이드 L. 메인즈 베터런스 메모리얼 아레나   | 4,679명           | 2002년~2017년                                                             | 벨빌 세너터스의 전신                                                                                   |
| 몬트리올 보이저스               | 퀘벡주 몬트리올                                    | 몬트리올 포럼                                 | 17,959명          | 1969년~1971년                                                             | 세인트존스 아이스 캡츠의 전신                                                                          |
| 노바스코샤 보이저스             | 노바스코샤주 핼리팩스                              | 핼리팩스 포럼 핼리팩스 메트로 센터            | 5,600명 10,595명  | 1971년~1984년                                                             | 세인트존스 아이스 캡츠의 전신                                                                          |
| 셔브루크 커네이디언스           | 퀘벡주 셰르브루크                                  | 팔레 드 스포르                                | 3,646명           | 1984년~1990년                                                             | 세인트존스 아이스 캡츠의 전신                                                                          |
| 프레더릭턴 커네이디언스         | 뉴브런즈윅주 프레더릭턴                            | 에이트킨 센터                                 | 3,278명           | 1990년~1999년                                                             | 세인트존스 아이스 캡츠의 전신                                                                          |
| 퀘벡 시타델스                   | 퀘벡주 퀘벡                                        | 콜로세 데 퀘벡                                | 15,176명          | 1999년~2002년                                                             | 세인트존스 아이스 캡츠의 전신                                                                          |
| 해밀턴 불독스                   | 온타리오주 해밀턴                                  | 퍼스트온타리오 센터                           | 17,383명          | 《첫 번째 프랜차이즈》 1996년~2002년 《두 번째 프랜차이즈》 2002년~2015년 | 《첫 번째 프랜차이즈》 베이커즈필드 콘더스의 전신 《두 번째 프랜차이즈》 세인트존스 아이스 캡츠의 전신 |
| 해밀턴 캐넉스                   | 온타리오주 해밀턴                                  | 캅스 콜리시엄                                 | 17,383명          | 1992년~1994년                                                             | 시러큐스 크런치의 전신                                                                                 |
| 뉴브런즈윅 호크스               | 뉴브런즈윅주 멍크턴                                | 멍크턴 콜리세움                               | 6,554명           | 1978년~1982년                                                             | 토론토 말리스의 전신                                                                                   |
| 세인트캐서린스 세인츠           | 온타리오주 세인트캐서린스                          | 가든 시티 아레나                              | 3,145명           | 1982년~1986년                                                             | 토론토 말리스의 전신                                                                                   |
| 뉴마켓 세인츠                   | 온타리오주 뉴마켓                                  | 레이 트워니 콤플렉스                          | 3,700명           | 1986년~1991년                                                             | 토론토 말리스의 전신                                                                                   |
| 세인트존스 메이플리프스         | 뉴펀들랜드 래브라도주 세인트존스                   | 메모리얼 스타디움 마일 원 센터                | 4,190명 6,287명   | 1991년~2005년                                                             | 토론토 말리스의 전신                                                                                   |
| 스프링필드 인디언스             | 매사추세츠 웨스트 스프링필드 매사추세츠 스프링필드 | 이스턴 스테이트 콜리시엄 스프링필드 시빅 센터 | 6,000명 6,866명   | 1935년~1951년 1954년~1967년 1974년~1994년                                 | 유티카 코메츠의 전신                                                                                   |
| 시러큐스 워리어스               | 뉴욕주 시러큐스                                    | 온센터 워 메모리얼 아레나                     | 6,159명           | 1951년~1954년                                                             | 유티카 코메츠의 전신                                                                                   |
| 스프링필드 킹스                 | 매사추세츠 스프링필드                              | 스프링필드 시빅 센터                          | 6,866명           | 1967년~1974년                                                             | 유티카 코메츠의 전신                                                                                   |
| 우스터 아이스캐츠               | 매사추세츠 우스터                                  | 우스터 센트럼                                 | 12,239명          | 1994년~2005년                                                             | 유티카 코메츠의 전신                                                                                   |
| 피오리아 리버멘                 | 일리노이주 피오리아                                | 카버 아레나                                   | 9,919명           | 2005년~2013년                                                             | 유티카 코메츠의 전신                                                                                   |
| 캐피탈 디스트릭트 아일런더스    | 뉴욕주 트로이                                      | 휴스턴 필드 하우스                            | 4,780명           | 1990년~1993년                                                             | 샬럿 체커스의 전신                                                                                     |
| 올버니 리버 렛츠                | 뉴욕주 올버니                                      | 타임스 유니언 센터                            | 14,236명          | 1993년~2010년                                                             | 샬럿 체커스의 전신                                                                                     |
| 휴스턴 에어로스                 | 텍사스주 휴스턴                                    | 컴팩 센터 도요타 센터                         | 15,242명 17,800명 | 1994년~2013년                                                             | 아이오와 와일드의 전신                                                                                 |
| 덴버 그리즐리스                 | 콜로라도주 덴버                                    | 맥니콜스 스포츠 아레나                        | 16,061명          | 1994년~1995년                                                             | 클리블랜드 몬스터스의 전신                                                                             |
| 유타 그리즐리스                 | 유타주 솔트 레이크 시티 유타주 웨스트밸리시티      | 델타 센터 E 센터                              | 14,000명 10,100명 | 1995년~2005년                                                             | 클리블랜드 몬스터스의 전신                                                                             |
| 볼티모어 밴디츠                 | 메릴랜드주 볼티모어                                | 볼티모어 아레나                               | 14,000명          | 1995년~1997년                                                             | 록퍼드 아이스호그스의 전신                                                                             |
| 신시내티 마이티 덕스            | 오하이오주 신시내티                                | 신시내티 가든                                 | 8,016명           | 1997년~2005년                                                             | 록퍼드 아이스호그스의 전신                                                                             |
| 노바스코샤 오일러스             | 노바스코샤주 핼리팩스                              | 핼리팩스 메트로 센터                          | 10,595명          | 1984년~1988년                                                             | 베이커즈필드 콘더스의 전신                                                                             |
| 케이프브레턴 오일러스           | 노바스코샤주 시드니                                | 센터 200                                      | 5,000명           | 1988년~1996년                                                             | 베이커즈필드 콘더스의 전신                                                                             |
| 토론토 로드러너스               | 온타리오주 토론토                                  | 리코 콜리시엄                                 | 7,851명           | 2003년~2004년                                                             | 베이커즈필드 콘더스의 전신                                                                             |
| 에드먼턴 로드 러너스            | 앨버타주 에드먼턴                                  | 렉셀 플레이스                                 | 16,839명          | 2004년~2005년                                                             | 베이커즈필드 콘더스의 전신                                                                             |
| 오클라호마시티 배런스           | 오클라호마주 오클라호마시티                        | 콕스 컨벤션 센터                              | 13,399명          | 2010년~2015년                                                             | 베이커즈필드 콘더스의 전신                                                                             |
| 맨체스터 모나크스               | 뉴햄프셔주 맨체스터                                | 버라이즌 와이어리스 아레나                    | 9,852명           | 2001년~2015년                                                             | 온타리오 레인의 전신                                                                                   |
| 타이드워터 윙스                 | 버지니아주 햄프턴                                  | 햄프턴 콜리시엄                               | 9,777명           | 1971년~1973년                                                             | 샌안토니오 램페이지의 전신                                                                             |
| 버지니아 윙스                   | 버지니아주 햄프턴                                  | 햄프턴 콜리시엄                               | 9,777명           | 1972년~1975년                                                             | 샌안토니오 램페이지의 전신                                                                             |
| 애디론댁 레드윙스               | 뉴욕주 글렌즈 폴스                                 | 글렌즈 폴스 시빅 센터                         | 4,794명           | 1979년~1999년                                                             | 샌안토니오 램페이지의 전신                                                                             |
| 노퍽 애드미럴스                 | 버지니아주 노퍽                                    | 노퍽 스코프                                   | 8,701명           | 2000년~2015년                                                             | 샌디에이고 걸즈의 전신                                                                                 |
| 켄터키 스루블레이즈             | 켄터키주 렉싱턴                                    | 럽 아레나                                     | 10,011명          | 1996년~2001년                                                             | 산호세 바라쿠다의 전신                                                                                 |
| 클리블랜드 배런스               | 오하이오주 클리블랜드                              | 건드 아레나                                   | 20,056명          | 2001년~2006년                                                             | 산호세 바라쿠다의 전신                                                                                 |
| 우스터 샤크스                   | 매사추세츠주 우스터                                | DCU 센터                                      | 12,239명          | 2006년~2015년                                                             | 산호세 바라쿠다의 전신                                                                                 |
| 유티카 데블스                   | 뉴욕주 유티카                                      | 유티카 메모리얼 오디토리엄                    | 3,815명           | 1987년~1993년                                                             | 스톡턴 히트의 전신                                                                                     |
| 세인트존스 플레임스             | 뉴브런즈윅주 세인트존                              | 하버 스테이션                                 | 6,200명           | 1993년~2003년                                                             | 스톡턴 히트의 전신                                                                                     |
| 오마하 아크사벤 나이츠          | 네브래스카주 오마하                                | 오마하 시빅 오디토리움                        | 9,300명           | 2005년~2007년                                                             | 스톡턴 히트의 전신                                                                                     |
| 쿼드시티 플레임스               | 일리노이주 몰린                                    | 아이와이어리스 센터                           | 9,200명           | 2007년~2009년                                                             | 스톡턴 히트의 전신                                                                                     |
| 애버츠퍼드 히트                 | 브리티시컬럼비아주 애버츠퍼드                      | 애버츠퍼드 센터                               | 7,000명           | 2009년~2014년                                                             | 스톡턴 히트의 전신                                                                                     |
| 애디론댁 플레임스               | 뉴욕주 글렌즈 폴스                                 | 글렌즈 폴스 시빅 센터                         | 4,794명           | 2014년~2015년                                                             | 스톡턴 히트의 전신                                                                                     |
| 루이빌 팬서스                   | 켄터키주 루이빌                                    | 프리덤 홀                                     | 18,865명          | 1999년~2001년                                                             | 텍사스 스타스의 전신                                                                                   |
| 아이오와 스타스                 | 아이오와주 디모인                                  | 웰스 파고 아레나                              | 15,181명          | 2005년~2008년                                                             | 텍사스 스타스의 전신                                                                                   |
| 아이오와 찹스                   | 아이오와주 디모인                                  | 웰스 파고 아레나                              | 15,181명          | 2008년~2009년                                                             | 텍사스 스타스의 전신                                                                                   |
| 보스턴 브레이브스               | 매사추세츠주 보스턴                                | 보스턴 가든                                   | 14,448명          | 1971년~1974년                                                             | 멍크턴 호크스의 전신                                                                                   |
| 멍크턴 호크스                   | 뉴브런즈윅주 멍크턴                                | 멍크턴 콜리세움                               | 6,554명           | 1987년~1994년                                                             | 빈칸                                                                                                   |
| 시러큐스 스타스                 | 뉴욕주 시러큐스                                    | 스테이트 페어 콜리시엄                        | 7,500명           | 1930년~1940년                                                             | 신시내티 스워즈의 전신                                                                                 |
| 버펄로 바이슨스                 | 뉴욕주 버펄로                                      | 버펄로 메모리얼 오디토리움                    | 14,337명          | 1940년~1970년                                                             | 신시내티 스워즈의 전신                                                                                 |
| 신시내티 스워즈                 | 오하이오주신시내티                                 | 신시내티 가든                                 | 8,016명           | 1971년~1974년                                                             | 빈칸                                                                                                   |
| 캐롤라이나 모나크스             | 노스캐롤라이나주 그린즈버러                        | 그린즈버러 콜리시엄                           | 15,000명          | 1995년~1997년                                                             | 비스트 오브 뉴헤이븐의 전신                                                                            |
| 비스트 오브 뉴헤이븐            | 코네티컷주 뉴헤이븐                                | 뉴헤이븐 콜리시엄                             | 11,171명          | 1997년~1999년                                                             | 빈칸                                                                                                   |
| 신시내티 모호크스               | 오하이오주 신시내티                                | 신시내티 가든                                 | 8,016명           | 1947년~1952년                                                             | 빈칸                                                                                                   |
| 클리블랜드 배런스               | 오하이오주 클리블랜드                              | 클리블랜드 아레나                             | 10,000명          | 1937년~1973년                                                             | 빈칸                                                                                                   |
| 필라델피아 파이어버즈           | 펜실베이니아주 필라델피아                          | 필라델피아 컨벤션 홀                          | 9,600명           | 1974년~1979년                                                             | 시러큐스 파이어버즈의 전신                                                                             |
| 시러큐스 파이어버즈             | 뉴욕주 시러큐스                                    | 오논다가 카운티 워 메모리얼 콜리시엄          | 6,159명           | 1979년~1980년                                                             | 빈칸                                                                                                   |
| 퀘벡 에이시스                   | 퀘벡주 퀘벡                                        | 콜로세 데 퀘벡                                | 15,176명          | 1928년~1971년                                                             | 빈칸                                                                                                   |
| 피츠버그 호니츠                 | 펜실베이니아주 피츠버그                            | 드퀘인 가든 시빅 아레나                       | 6,500명 16,940명  | 《첫 번째 프랜차이즈》 1936년~1956년 《두 번째 프랜차이즈》 1961년~1967년 | 빈칸                                                                                                   |
| 볼티모어 클리퍼스               | 메릴랜드주 볼티모어                                | 볼티모어 시빅 센터                            | 14,000명          | 1962년~1977년                                                             | 빈칸                                                                                                   |
| 멍크턴 알파인스                 | 뉴브런즈윅주 멍크턴                                | 멍크턴 콜리세움                               | 6,554명           | 1982년~1984년                                                             | 멍크턴 골든 플레임스의 전신                                                                            |
| 멍크턴 골든 플레임스            | 뉴브런즈윅주 멍크턴                                | 멍크턴 콜리세움                               | 6,554명           | 1984년~1987년                                                             | 빈칸                                                                                                   |
| 포틀랜드 파이리츠               | 메인주 포틀랜드                                    | 크로스 인슈어런스 아레나                      | 9,500명           | 1993년~2016년                                                             | 스프링필드 선더버즈의 전신                                                                             |
| 스프링필드 팰컨스               | 매사추세츠주 스프링필드                            | 매스뮤추얼 센터                               | 6,866명           | 1994년~2016년                                                             | 투손 로드러너즈의 전신                                                                                 |
| 세인트존스 아이스 캡츠          | 뉴펀들랜드 래브라도주 세인트존스                   | 마일 원 센터                                  | 6,287명           | 2015년~2017년                                                             | 라발 로키의 전신                                                                                       |

## 올스타전
| 연도 | 날짜      | 결과 | 개최지                           | 경기장                               |
| ---- | --------- | --- | -------------------------------- | ------------------------------------ |
| 1942 | 2월 3일   | 동부 5, 서부 4 | 오하이오주 클리블랜드            | 클리블랜드 아레나                    |
| 1954 | 10월 27일 | AHL 올스타 7, 클리블랜드 배런스 3 | 펜실베이니아주 허시              | 허시 스포츠 아레나                   |
| 1956 | 1월 10일  | AHL 올스타 4, 피츠버그 호니츠 4 | 펜실베이니아주 피츠버그          | 드퀘인 가든                          |
| 1956 | 10월 23일 | 프로비던스 레즈 4, AHL 올스타 0 | 로드아일랜드주 프로비던스        | 로드아일랜드 오디토리움              |
| 1957 | 10월 6일  | AHL 올스타 5, 클리블랜드 배런스 2 | 뉴욕주 로체스터                  | 로체스터 워 메모리얼                 |
| 1959 | 1월 15일  | 허시 베어스 5, AHL 올스타 2 | 펜실베이니아주 허시              | 허시 스포츠 아레나                   |
| 1959 | 12월 10일 | 스프링필드 인디언스 8, AHL 올스타 3 | 매사추세츠주 웨스트 스프링필드   | 이스턴 스테이트 콜리시엄             |
| 1995 | 1월 17일  | 캐나다 6, 미국 4 | 로드아일랜드주 프로비던스        | 프로비던스 시빅 센터                 |
| 1996 | 1월 16일  | 미국 6, 캐나다 5 | 펜실베이니아주 허시              | 허시파크 아레나                      |
| 1997 | 1월 16일  | 월드 3, 캐나다 2 | 뉴브런즈윅주 세인트존            | 하버 스테이션                        |
| 1998 | 2월 11일  | 캐나다 11, 플래닛 USA 10 | 뉴욕주 시러큐스                  | 오논다가 카운티 워 메모리얼 콜리시엄 |
| 1999 | 1월 25일  | 플래닛 USA 5, 캐나다 4 | 펜실베이니아주 필라델피아        | 퍼스트 유니언 센터                   |
| 2000 | 1월 17일  | 캐나다 8, 플래닛 USA 3 | 뉴욕주 로체스터                  | 블루 크로스 아레나                   |
| 2001 | 1월 15일  | 캐나다 11, 플래닛 USA 10 | 펜실베이니아주 윌크스배리        | 모히건 선 아레나 앳 케이시 플래자    |
| 2002 | 1월 15일  | 캐나다 13, 플래닛 USA 11 | 뉴펀들랜드 래브라도주 세인트존스 | 마일 원 스다티움                     |
| 2003 | 2월 3일   | 캐나다 10, 플래닛 USA 7 | 메인주 포틀랜드                  | 컴벌랜드 카운티 시빅 센터            |
| 2004 | 2월 9일   | 캐나다 9, 플래닛 USA 5 | 미시간주 그랜드래피즈            | 반 앤델 아레나                       |
| 2005 | 2월 14일  | 플래닛 USA 5, 캐나다 4 | 뉴햄프셔주 맨체스터              | 버라이즌 와이어리스 아레나           |
| 2006 | 2월 1일   | 캐나다 9, 플래닛 USA 4 | 매니토바주 위니펙                | MTS 센터                             |
| 2007 | 1월 29일  | 플래닛 USA 7, 캐나다 6 | 온타리오주 토론토                | 리코 콜리시엄                        |
| 2008 | 1월 28일  | 캐나다 9, 플래닛 USA 8 | 뉴욕주 빙엄턴                    | 브룸 카운티 베터런스 메모리얼 아레나 |
| 2009 | 1월 26일  | 플래닛 USA 14, 캐나다 11 | 매사추세츠주 우스터              | DCU 센터                             |
| 2010 | 1월 19일  | 캐나다 10, 플래닛 USA 9 | 메인주 포틀랜드                  | 컴벌랜드 카운티 시빅 센터            |
| 2011 | 1월 31일  | 동부 11, 서부 8 | 펜실베이니아주 허시              | 자이언트 센터                        |
| 2012 | 1월 30일  | 서부 8, 동부 7 | 뉴저지주 애틀랜틱시티            | 보드워크 홀                          |
| 2013 | 1월 28일  | 서부 7, 동부 6 | 로드아일랜드주 프로비던스        | 던킨 도너츠 센터                     |
| 2014 | 2월 12일  | AHL 올스타 7, 파제스담 BK 2 | 뉴펀들랜드 래브라도주 세인트존스 | 마일 원 센터                         |
| 2015 | 1월 26일  | 서부 14, 동부 12 | 뉴욕주 우티카                    | 우티카 메모리얼 오디토리엄           |
| 2016 | 2월 1일   | 팀 노스 1, 팀 퍼시픽 0 팀 센트럴 2, 팀 애틀랜틱 1 (SO) 팀 센트럴 4, 팀 노스 2 팀 애틀랜틱 2, 팀 퍼시픽 1 팀 퍼시픽 6, 팀 센트럴 4 팀 애틀랜틱 4, 팀 노스 1 팀 센트럴 4, 팀 애틀랜틱 0 | 뉴욕주 시러큐스                  | 온센터 워 메모리얼 아레나            |
| 2017 | 1월 30일  | 팀 노스 , 팀 퍼시픽 팀 센트럴 , 팀 애틀랜틱 팀 센트럴 , 팀 노스 팀 애틀랜틱 , 팀 퍼시픽 팀 퍼시픽 , 팀 센트럴 팀 애틀랜틱 , 팀 노스 팀 센트럴 , 팀 애틀랜틱                           | 펜실베이니아주 앨런타운          | PPL 센터                             |